# Queen Nikkolah
Queen Nikkolah is een personage gecreëerd door de performancekunstenares en activiste Laura Nsengiyumva. Het personage stelt een vrouwelijke, zwarte versie van Sinterklaas voor en werd in 2017 voor het eerst in België opgevoerd.

## Oorsprong en geschiedenis
Queen Nikkolah verscheen voor het eerst in 2017, als een creatie van Laura Nsengiyumva. Haar vader, een zwarte man afkomstig uit Rwanda, speelde Sinterklaas in het ziekenhuis waar hij kinderarts was. Hier leerde Nsengiyumva dat Sinterklaas niet noodzakelijk wit moet zijn. Queen Nikkolah was hiervan de voortzetting.
Het personage is een charismatische, zwarte vrouw in een rode koninginnenjurk. Ze heeft een mijter bestaande uit haar vlechten. Aanvankelijk werd haar Rwandese afkomst benadrukt. Later werd gezegd dat ze van Alkebulan komt, een fictief land dat symbool staat voor de derde wereld. Het is bovendien een in onbruik geraakte benaming voor Afrika. De mythe van Queen Nikkolah draait rond de strijd tussen prinses Nikkolah en de IJskoude Man, de leider van het Land Heel Dichtbij. Dit land wordt opgebouwd met grondstoffen uit Alkebulan.
Met het project wilde Nsengiyumva op een andere manier naar cultureel erfgoed kijken, en de koloniale erfenis van Zwarte Piet beëindigen. Ze noemde het project een hommage aan Sinterklaas, en geen bedreiging. Eerder zei ze ook al Sinterklaas als een concurrent te zien, niet als iemand die vervangen moet worden. De mythe rondom Queen Nikkolah wordt verteld in een luisterboek op SoundCloud.
Haar eerste publieke optreden maakte Queen Nikkolah in 2017, in Le Space in Brussel. Ook bezocht ze dat jaar een jeugdvoetbalclub in Evere. Toen al kreeg ze internationale aandacht, door een reportage van Radio France Internationale. In 2018 was Queen Nikkolah onder andere te gast in Muntpunt, Zinnema en Le Space in Brussel. In 2019 bezocht Queen Nikkolah, gespeeld door zowel Nsengiyumva als zangeres Mimi Waterfall, onder andere De Vooruit, El Paso en De Krook in Gent. Ook kwam ze langs op de redactie van de RTBF, de Waalse publieke omroep. Tijdens de coronapandemie in 2020 was Queen Nikkolah onder meer te gast in de Slachthuizen in Anderlecht.
Op 6 december 2023 zou Queen Nikkolah langskomen op het Stadhuis van Gent. Dit evenement werd na kritiek van onder andere burgemeester Mathias De Clercq en politieke partij N-VA verplaatst naar De Handelsbeurs. Deze partij noemde het project "woke". Een andere partij, Groen, steunde het project wel. Hierop kreeg Hafsa El-Bazioui, een Gentse schepen van Groen, doodsbedreigingen. Ook Nsengiyumva ontving bedreigingen. Passages in De Handelsbeurs en De Vooruit, eveneens in Gent, gingen wel incidentloos door. Ook in Hal 5 in Kessel-Lo trad Queen Nikkolah op. Hier hielden leden van de Nationalistische Studentenvereniging een protestactie verkleed als Sinterklaas en Zwarte Pieten. De politie hield hen buiten het gebouw waar het kinderfeest plaatsvond. Verder bezocht ze ook café Het Groot Ongelijk in Leuven, Zinnema in Anderlecht en een locatie in Luik.
Anno 2023 zijn er naast Queen Nikkolah ook vijf hulp-Queens actief. Deze zijn vergelijkbaar met hulpsinten.

## Reacties

### Nationaal
In 2020 verscheen een muurschildering van Queen Nikkolah in Anderlecht. Olga Van Oost, de directeur van FARO. Vlaams steunpunt voor cultureel erfgoed, gaf in reactie op de heisa rond Queen Nikkolah in 2023 aan dat er dialoog gevoerd moet worden over het onderwerp. Filosoof Patrick Loobuyck steunt het project van Nsengiyumva, maar vond het stadhuis van Gent een ongeschikte locatie voor haar optreden. Hugo Matthysen, de bedenker van de kinderserie Dag Sinterklaas, gaf aan niks tegen Queen Nikkolah te hebben. Hij betreurt dat groepen oudere mannen het feest verpesten door te pleiten voor de terugkomst van de ouderwetse Zwarte Piet.
Het onderwerp haalde in 2023 het Vlaams Parlement. Hier lieten onder andere Gwendolyn Rutten, Filip Brusselmans en Nadia Sminate zich negatief uit over het feest. Ook Zuhal Demir was tegen het project. Bart De Wever daarentegen had niets tegen Queen Nikkolah, wel tegen het idee dat de traditie van Sinterklaas als "fout" wordt aanzien. Darya Safai noemde het "cancelcultuur." Matthias Diependaele sprak over "het uitwissen van onze eigen tradities." Anneleen Van Bossuyt uitte kritiek op de IJskoude Man uit de mythe, die volgens haar Sinterklaas beledigt. Deze man is echter eerder gebaseerd op Leopold II van België en diens wandaden in Congo-Vrijstaat. Volgens N-VA "suggereert Queen Nikkolah dat alle Vlamingen intrinsiek racistisch zijn." Op 27 november 2023 werd in Terzake een debat gehouden tussen Chris Janssens van Vlaams Belang en Nadia Naji van Groen over Queen Nikkolah. Janssens was tegen, Naji voor.

### Internationaal
Queen Nikkolah lokte ook buiten België veel reactie uit, wat resulteerde in media-aandacht in tal van andere landen. Onder andere BNNVARA in Nederland, France 24 in Frankrijk, The Guardian in het Verenigd Koninkrijk, Toronto Sun in Canada en ABC in de Verenigde Staten gaven aandacht aan het onderwerp.
Onder andere de Britse kranten Daily Mail en The Daily Telegraph en het Belgische The Brussels Times noemde Queen Nikkolah foutief een vrouwelijke kerstman.